# 非那雄胺
非那雄胺（INN：finasteride）又译非那斯特萊、非那司提、非那甾胺，是治療前列腺增生和雄性禿的藥物，也用於女性毛髮過度生長。
非那雄胺會抑制頭髮毛囊的第二型5α還原酶（type 2 5-alpha reductase），使双氢睾酮（Dihydrotestosterone，DHT）的濃度降低。這是由於第二型5α還原酶能夠將睪固酮轉換成双氢睾酮，DHT即是掉髮的元凶，因此非那斯特萊能有效減少掉髮。但有可能會降低性能力，停用藥物後，性功能障礙症狀會消失，但還會持續掉髮。亦有少數報告指出可能會引起憂鬱及自殺傾向。保法止（Propecia 保康絲）的主成份即是非那雄胺。非那雄胺的生物半衰期是6小時，容易被小腸吸收。